# Bodianus flavifrons
Bodianus flavifrons är en fiskart som beskrevs av Martin F. Gomon 2001. Bodianus flavifrons ingår i släktet Bodianus och familjen läppfiskar. IUCN kategoriserar arten globalt som livskraftig. Inga underarter finns listade.